# Holy Bull
Holy Bull (1991-2017), est un cheval de course pur-sang américain, membre du Hall of Fame des courses américaines. 

## Carrière de course
Élevé en Floride par sa propriétaire Rachel Carpenter, Holy Bull est envoyé dans le New Jersey chez Warren A. Carroll, alias Jimmy Carroll, qui fut l'entraîneur du fameux Mr. Prospector dans les années 70. Mais Rachel Carpenter ne verra jamais le meilleur produit de son élevage sur un hippodrome, puisqu'elle décède peu avant ses débuts. Dans ses dernières volontés, elle demande que Jimmy Carroll, qui fut son entraîneur pendant près de 40 ans, hérite de la propriété du poulain. Holy Bull, parfois agressif en course (avec un penchant pour la morsure), mais qui passe pour une crème à la maison, fait de brillant à Monmouth Park à l'été 1993, enchaîne et remporte un premier succès de prestige dans les importants Futurity Stakes, où il défait un autre invaincu, Dehere, qui passe pour le meilleur 2 ans du pays. Ce même Dehere qui s'imposera plus tard dans le Breeders' Cup Juvenile, une course dans laquelle Holy Bull n'a pas été engagé, et pour lequel Jimmy Carroll refuse de débourser les 120 000 dollars nécessaires pour une supplémentation. Cette défection lui coûtera le titre de meilleur 2 ans de l'année, qui échoit naturellement à Dehere, tandis que lui continue son sans faute par une victoire sur ses terres natales de Floride, où il va passer l'hiver.  
Holy Bull revient à la compétition en janvier 1994 dans les Hutchinson Stakes, qu'il remporte assez facilement. En revanche, il se manque totalement dans les Fountain of Youth Stakes : nerveux, le poulain s'asphyxie et termine dernier décollé. Son entourage l'équipe alors d'un nose-band et d'un mors spécial. Et ça marche : dans le Florida Derby, Holy Bull effectue un cavalier seul, signant le meilleur chrono de la course depuis Alydar en 1978. Go For Gin, le favori de la course, est dans les choux. Une nouvelle démonstration dans les Blue Grass Stakes, une préparatoire prisée pour la Triple Couronne, lui vaut donc de s'élancer dans la peau du favori au départ du Kentucky Derby. Las, dans le grand rendez-vous, le poulain se manque aussi nettement qu'inexplicablement, terminant péniblement sur la piste lourde ce jour-là de Churchill Downs, tandis que Go For Gin se couvre de gloire. Les rêves de Triple Couronne envolés, Croll décide de ne même pas disputer les Preakness Stakes, et se rabat sur le mile du Metropolitan Handicap, face aux chevaux d'âge, parmi lesquels Colonial Affair (Belmont Stakes), Devil His Due et Cherokee Run, futur sprinter de l'année 1994. Holy Bull y prouve qu'il est bien un poulain d'exception en dominant largement tout ce beau monde. Au cours de l'été, il continue à enchaîner les victoires face à ses contemporains, prouvant qu'il est le meilleur d'entre eux. Dans le Haskell Invitational Handicap, puis dans les Travers Stakes où il défait de justesse Concern (futur lauréat de la Breeders' Cup Classic) mais laisse à 17 longueurs Tabasco Cat, qui avait battu Go For Gin dans les Preakness Stakes et des Belmont Stakes. Il affronte de nouveau les chevaux d'âge dans les Woodward Stakes et leur fait encore une fois la leçon, collant cinq longueurs et plus à Devil His Due, Colonial Affair, Go For Gin et l'excellent Bertrando. Reste à parachever cette année éblouissante par une victoire dans une Breeders' Cup Classic qui lui tend les bras, mais dans laquelle il n'a pas été engagé. Et comme l'année passée, il lui faut être supplémenté, cette fois au prix de 360 000 dollars. Mais Warren Croll semble décidément avoir un portefeuille en peau de hérisson et abrège la saison de Holy Bull (qui lui a pourtant rapporté près de 2,5 millions de dollars), qu'il trouve par ailleurs fatigué. Malgré cette défection, Holy Bull est sacré meilleur 3 ans de l'année et surtout cheval de l'année avec 241 votes sur 245. Le Daily Racing Form lui attribue une valeur de 130 livres, la meilleure pour un 3 ans depuis Spectacular Bid en 1979.     
En 1995, le champion aux sept groupe 1 revient à la compétition dans une Listed à Gulfstream Park. Un galop d'entraînement en vue du Donn Handicap où l'attend de pied ferme un cheval bientôt légendaire, Cigar, alors au début de sa tardive éclosion. Mais il n'y aura pas de match : Holy Bull, grand favori, se blesse durant le parcours et son partenaire de toujours, Mike Smith, est contraint de l'arrêter. Le cheval souffre du tendon et Warren Croll choisit, pour protéger son cheval, de mettre un terme à sa carrière. Holy Bull figure à la 64e place dans la liste des 100 meilleurs chevaux de sport hippique américain du XXe siècle établie en 1999 par le magazine The Blood-Horse, avant d'être introduit en 2001 dans le Hall of Fame des courses américaines.  

### Résumé de carrière
| Date         | Hippodrome      | Pays        | Course                        | Statut      | Distance    | Jockey         | Place       | Écart       | Vainqueur ou deuxième |
| 1993, 2 ans  | 1993, 2 ans     | 1993, 2 ans | 1993, 2 ans                   | 1993, 2 ans | 1993, 2 ans | 1993, 2 ans    | 1993, 2 ans | 1993, 2 ans | 1993, 2 ans           |
| ------------ | --------------- | ----------- | ----------------------------- | ----------- | ----------- | -------------- | ----------- | ----------- | --------------------- |
| 14 août      | Monmouth Park   | États-Unis  | Maiden                        |             | 1 100 m     | J. Rivera, Jr. | 1er / 9     | 2 ½         | Palance               |
| 2 septembre  | Belmont Park    | États-Unis  | Allowance                     |             | 1 300 m     | Mike Smith     | 1er / 6     | 7           | Goodbye Doeny         |
| 18 septembre | Belmont Park    | États-Unis  | Futurity Stakes               | Gr. 1       | 1 400 m     | Mike Smith     | 1er / 6     | 1/2         | Dehere                |
| 23 octobre   | Calder          | États-Unis  | In Reality Stakes             |             | 1 700 m     | Mike Smith     | 1er / 12    | 7 ½         | Rustic Light          |
| 1994, 3 ans  |                 |             |                               |             |             |                |             |             |                       |
| 30 janvier   | Gulfstream Park | États-Unis  | Hutchinson Stakes             | Gr. 2       | 1 400 m     | Mike Smith     | 1er / 5     | 3/4         | Patton                |
| 19 février   | Gulfstream Park | États-Unis  | Fountain of Youth Stakes      | Gr. 2       | 1 700 m     | Mike Smith     | 6e / 6      | 24 ¼        | Dehere                |
| 12 mars      | Gulfstream Park | États-Unis  | Florida Derby                 | Gr. 1       | 1 800 m     | Mike Smith     | 1er / 14    | 5 ¾         | Ride the Rails        |
| 16 avril     | Keeneland       | États-Unis  | Blue Grass Stakes             | Gr. 2       | 1 800 m     | Mike Smith     | 1er / 7     | 3 ½         | Valiant Nature        |
| 7 mai        | Churchill Downs | États-Unis  | Kentucky Derby                | Gr. 1       | 2 000 m     | Mike Smith     | 12e / 14    | 18 ¼        | Go For Gin            |
| 30 mai       | Belmont Park    | États-Unis  | Metropolitan Handicap         | Gr. 1       | 1 600 m     | Mike Smith     | 1er / 10    | 5 ½         | Cherokee Run          |
| 3 juillet    | Belmont Park    | États-Unis  | Dwyer Stakes                  | Gr. 2       | 1 700 m     | Mike Smith     | 1er / 4     | 6 ¾         | Twining               |
| 31 juillet   | Monmouth park   | États-Unis  | Haskell Invitational Handicap | Gr. 1       | 1 800 m     | Mike Smith     | 1er / 6     | 1 ¾         | Meadow Flight         |
| 20 août      | Saratoga        | États-Unis  | Travers Stakes                | Gr. 1       | 2 000 m     | Mike Smith     | 1er / 5     | enc.        | Concern               |
| 17 septembre | Belmont Park    | États-Unis  | Woodward Stakes               | Gr. 1       | 1 800 m     | Mike Smith     | 1er / 8     | 5           | Devil His Due         |
| 1995, 4 ans  |                 |             |                               |             |             |                |             |             |                       |
| 22 janvier   | Gulfstream Park | États-Unis  | Olympic Handicap              | Listed      | 1 400 m     | Mike Smith     | 1er / 6     | 2 ½         | Birdonthewire         |
| 11 février   | Gulfstream Park | États-Unis  | Donn Handicap                 | Gr. 1       | 1 800 m     | Mike Smith     | arrêté      |             | Cigar                 |

## Au haras
Holy Bull est installé à Jonabell Farm, un prestigieux haras du Kentucky, vendu en 2001 à Darley Stud, l'opération d'élevage du Cheikh Mohamed Al Maktoum. Malgré ses origines modestes il parvient, à 25 000 dollars la saillie, à se faire un nom en donnant 51 stakes-winners, parmi lesquels le lauréat du Kentucky Derby Giacomo, Macho Uno (Breeders' Cup Juvenile, 2 ans de l'année en 2000) ou encore Flashy Bull (Stephen Foster Handicap). Comme père de mères, il revendique Judy the Beauty (sprinteuse de l'année en 2014) et l'Irlandais Caravaggio (Phoenix Stakes, Commonwealth Cup). 
Retiré de la monte en 2012 (il faisait alors la monte à 10 000 dollars), il meurt en 2017, à 26 ans.

## Origines
Dépourvu des courants de sang issus de Nearco et Native Dancer, contrairement à la plupart des étalons modernes, Holy Bull représente la lignée rare de Plaudit, le vainqueur du Kentucky Derby winner 1898, dont il est le seul reproducteur à pouvoir pérenniser. Son père, Great Above, est un fils de la championne Ta Wee, membre du Hall of Fame, et sa mère Sharon Brown, a donné quelques vainqueurs.

### Pedigree
| Origines de Holy Bull (USA), mâle gris né en 1991 | Origines de Holy Bull (USA), mâle gris né en 1991 | Origines de Holy Bull (USA), mâle gris né en 1991 | Origines de Holy Bull (USA), mâle gris né en 1991 |
| ------------------------------------------------- | ------------------------------------------------- | ------------------------------------------------- | ------------------------------------------------- |
| Père Great Above 1972                             | Minnesota Mac 1964                                | Rough'n Tumble                                    | Free For All                                      |
| Père Great Above 1972                             | Minnesota Mac 1964                                | Rough'n Tumble                                    | Roused                                            |
| Père Great Above 1972                             | Minnesota Mac 1964                                | Cow Girl II                                       | Mustang                                           |
| Père Great Above 1972                             | Minnesota Mac 1964                                | Cow Girl II                                       | Axe                                               |
| Père Great Above 1972                             | Ta Wee 1966                                       | Intentionally                                     | Intent                                            |
| Père Great Above 1972                             | Ta Wee 1966                                       | Intentionally                                     | My Recipe                                         |
| Père Great Above 1972                             | Ta Wee 1966                                       | Aspidistra                                        | Better Self                                       |
| Père Great Above 1972                             | Ta Wee 1966                                       | Aspidistra                                        | Tilly Rose                                        |
| Mère Sharon Brown 1980                            | Al Hattab 1966                                    | The Axe II                                        | Mahmoud                                           |
| Mère Sharon Brown 1980                            | Al Hattab 1966                                    | The Axe II                                        | Blackball                                         |
| Mère Sharon Brown 1980                            | Al Hattab 1966                                    | Abyssinia                                         | Abernant                                          |
| Mère Sharon Brown 1980                            | Al Hattab 1966                                    | Abyssinia                                         | Serengeti                                         |
| Mère Sharon Brown 1980                            | Agathea's Dawn 1970                               | Grey Dawn II                                      | Herbager                                          |
| Mère Sharon Brown 1980                            | Agathea's Dawn 1970                               | Grey Dawn II                                      | Polamia                                           |
| Mère Sharon Brown 1980                            | Agathea's Dawn 1970                               | Agathea                                           | I Will                                            |
| Mère Sharon Brown 1980                            | Agathea's Dawn 1970                               | Agathea                                           | Alxanth (famille 16-g)                            |